# Comité P(arty)
Comité P(arty) was een programma van TMF, waarin presentatrices Sofie Engelen en Wendy Huyghe elke week uiteenlopende feestjes bezochten. Elke aflevering zochten ze dé ideale party-outfit en accessoires.
Het programma werd elke vrijdag om 17u00 uitgezonden op TMF. Een herhaling volgde elke zondag om 14u00 en elke dinsdag om 20u00.

## Afleveringen
- Aflevering 1: (30 maart 2007)
- 80's Hits Party

- Aflevering 2: (6 april 2007)
- Surf Party

- Aflevering 3: (13 april 2007)
- Babyborrel

- Aflevering 4: (20 april 2007)

- Aflevering 5: (27 april 2007)
- Springbreak

- Aflevering 6: (4 mei 2007)
- Gringo

- Aflevering 7: (11 mei 2007)
- Tom Boonen

- Aflevering 8: (18 mei 2007)
- Erotikon

- Aflevering 9: (25 mei 2007)
- Amnesty International

- Aflevering 10: (1 mei 2007)
- Bob Sinclar

- Aflevering 11: (8 juni 2007)
- Papparazi

- Aflevering 12: (15 juni 2007)
- Blokparty

- Aflevering 13: (22 juni 2007)
- Jaarmarkt Vorselaar

- Aflevering 14: (29 juni 2007)
- Best Of